# 正木聖賢
正木 聖賢（まさき せいけん、1974年11月19日 - ）は、広島県大竹市出身の競艇選手、書家。登録番号3920。

## 来歴
高校時代に親戚に連れられた宮島競艇場で、市川哲也の走りに衝撃を受け競艇選手を志す。
- 1997年11月14日、一般競走（宮島）初日第2Rでデビューを果たす（結果は6着）。
- 1998年1月5日、ニューイヤーカップ競走（宮島）3日目3Rで初勝利を挙げる（決まり手は抜き）。
- 2000年10月24日、第29回つつじ賞（津）でG1デビューを果たす。
- 2001年9月9日、一般競走（平和島）で初優勝を飾る（決まり手はまくり差し）。
- 2002年2月19日、第45回中国地区選手権競走（下関）初日第2Rで記念初勝利を挙げる（決まり手はまくり差し）
- 2006年7月4日、オールジャパン竹島特別　開設51周年記念競走（蒲郡）で記念初優出、初優勝を果たす。
- 2007年には総理大臣杯、オーシャンカップとSGレースに出場した。
- 2015年3月8日、坂上忍杯（福岡）最終日3Rで通算1000勝を挙げる[2]。

## 人物・エピソード
- オールジャパン竹島特別では優勝戦で1枠を手にしていたが、スタート展示で後手を踏み6コース回りとなった。そのため規定により正木は1コースに入る権利を失った[3]。本番レースでは森高一真と上瀧和則が激しいインコース争いを繰り広げた末に上瀧が森高に屈して6コース回りを選択、1コースに森高、正木はセンター3コースからレースを進めることになった。道中では2コースから先に攻めた新美恵一との激しいデッドヒートを繰り広げ、3周1マークでツケマイが決まり先頭に躍り出て初優勝を飾った[4]。このレースは競艇雑誌「BOATBoy」が2011年に企画した「21世紀最初の10年のベストレース」で並み居るSGレースの中に混じって3位に選出された。
- 父は書家の正木嗣鵬（1948年10月9日～2015年11月10日）、母も書家である。本人も幼少期より書道を習い、レースに出場していない時は書道の練習や作品展への出展もしている[5]。また、ボートレース宮島の「御来場印」の書も正木が揮毫している[6][7]。
- 空手道でも芦原会館で黒帯を保持する腕前である[5]。